# 哈万士·巴克里
阿哈默德·哈万士·宾·巴克里 （1991年6月19日—） 
是出生于马来西亚纳闽的足球运动员，司职前锋或边锋。现时效力于马来西亚超级足球联赛俱乐部柔佛DT，同时也代表马来西亚国家足球队参加国际比赛。

## 俱乐部生涯

### 吉隆坡
哈万士·巴克里被吉隆坡的球探发现亚发掘，于是俱乐部邀请他加入青年队，正式展开他的职业生涯。

### 柔佛DT
2016年12月23日，哈万士·巴克里与柔佛DT签下为期2年的合约，但并未对外透露转会费，当时媒体估计转会费为65万至100万马币之间。
2017年1月20日，哈万士·巴克里在柔佛DT对阵吉打中首发上场，最终比赛以1比1战平结束，完成在柔佛DT联赛首发。2017年2月18日马来西亚足球超级联赛对阵霹雳中打入一球，但该比赛以1比2不敌对手。

## 国家队生涯

### 马来西亚U23
2011年哈万士·巴克里被马来西亚U23征召，于2011年12月13日在非正式比赛上对阵悉尼中首发登场，并打进2球，帮助马来西亚U23以3比0获胜。

### 马来西亚
2012年4月哈万士·巴克里被马来西亚国家足球队征召，于2012年4月28日在国际友谊赛对阵斯里兰卡中首发上场，该他完成帽子戏法，帮助马来西亚6比0获胜。

## 荣誉

### 俱乐部
雪兰莪
- 马来西亚杯冠军：2015年

柔佛DT
- 马来西亚足球超级联赛冠军（3次）：2017年、2018年、2019年
- 马来西亚杯冠军（2次）：2017年、2019年
- 马来西亚慈善盾冠军（3次）：2018年、2019年、2020年

### 个人
- 2016年马来西亚足总颁奖典礼最佳前锋
- 2016年马来西亚足总颁奖典礼年度最有价值球员[5]